# 愛知県道375号前芝国府停車場線
愛知県道375号前芝国府停車場線（あいちけんどう375ごう まえしばこうていしゃじょうせん）は、愛知県豊橋市前芝町から豊川市久保町（名鉄名古屋本線・豊川線 国府駅西口）に至る県道である。

## 概要

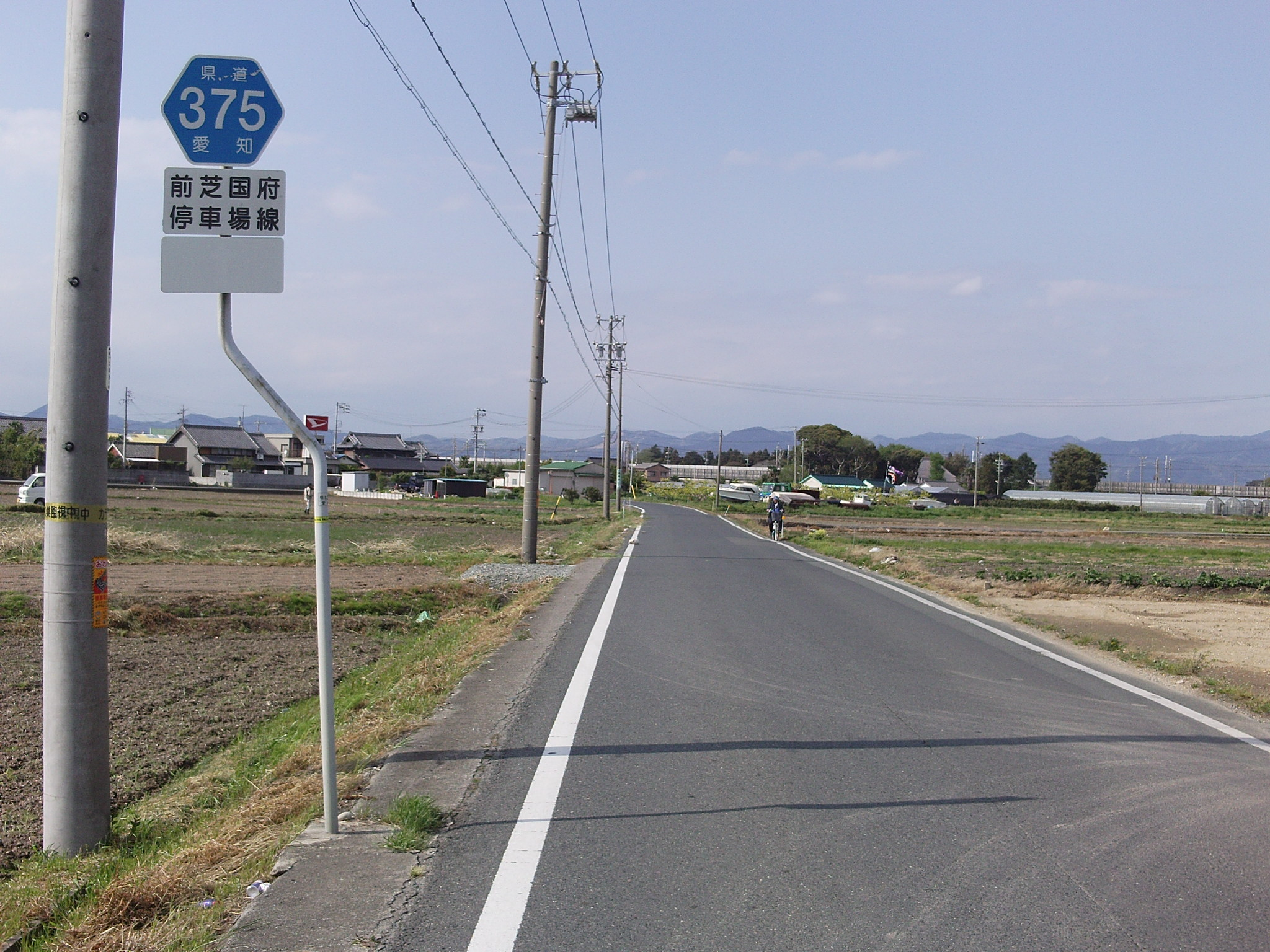
起点方面は田畑の広がる風景。集落が点在する。

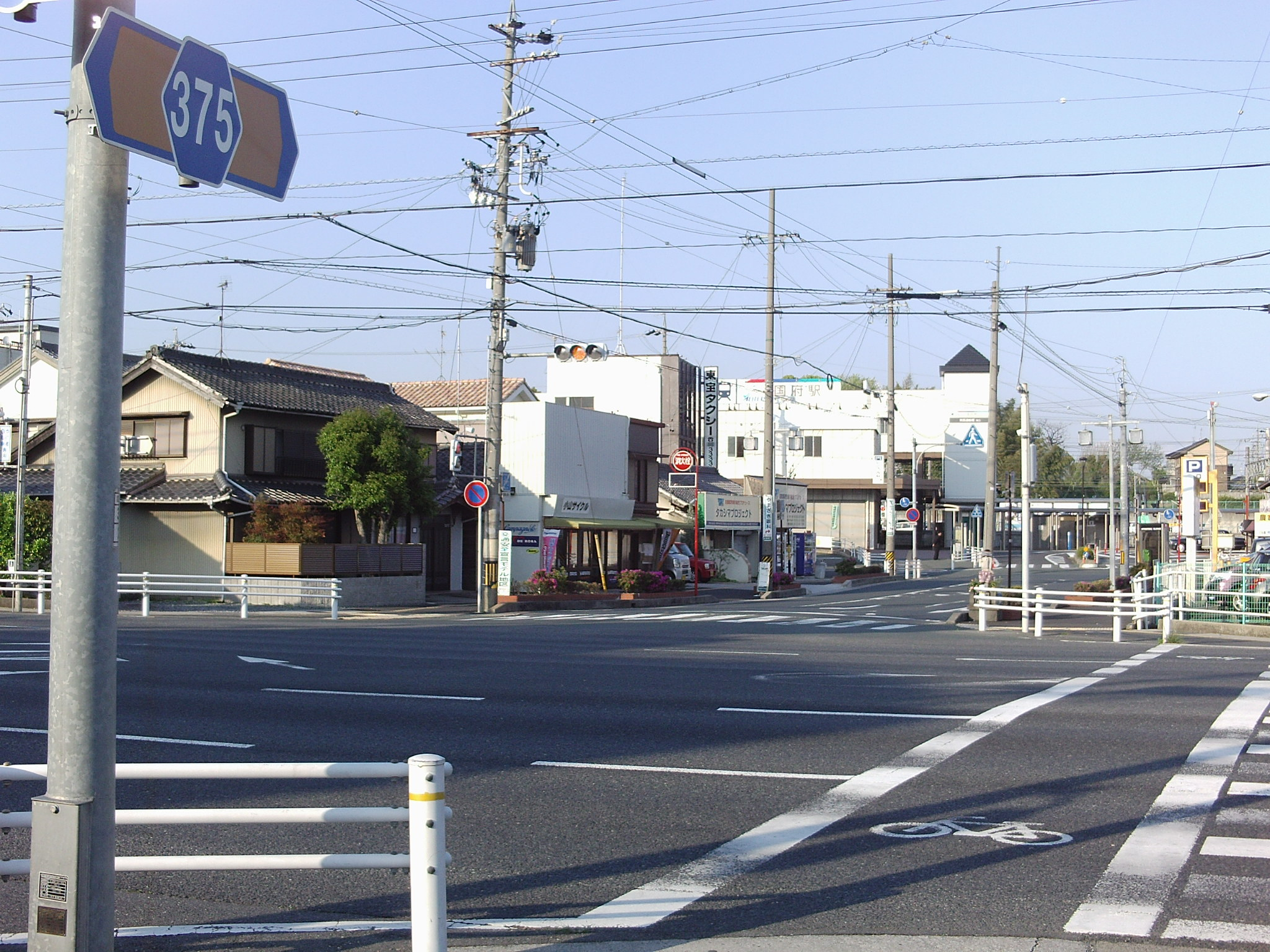
終点の国府停車場手前にて。画像奥が西口で、ロータリーになっている。

道路の周辺には田んぼや畑が多く、豊橋市から豊川市御津町までの区間は田畑の中に集落が点在するような道が続く。特に佐奈川を渡ってすぐ右に入った旧道のJR東海道線踏切の前後は元々道幅が狭く、2012年の国道23号豊橋バイパスの開通と共に車輌通行止めとなり断絶されていたが、のち2015年豊橋バイパスの東側に佐脇跨線橋が開通して再び繋がり、踏切は廃止された。そこから北進し、豊橋バイパスと少し離れて並行する。御津町上佐脇の集落で愛知県道373号金野豊川線とH字状に重複・交差し、愛知県道31号東三河環状線を過ぎると民家が増えてきて、森1丁目交差点から先はまた道幅が狭くなる。音羽川を2回渡り、さらに商店が密集する商店街を抜けて国府駅前に至る。
国府駅の近くには愛知県立国府高等学校や愛知県立御津高等学校、豊川市立西部中学校、豊川市立国府小学校など学校が多く、駅前には学習塾が集中している。
終点は国府駅の西口で、ロータリーになっている。付近には国府駅通と書かれた歩行者向け案内板が立っている。
2018年現在、森5丁目 - 森1丁目の経路が東側の新道に変更されている。

### 路線データ
- 起点：愛知県豊橋市前芝町（前芝町交差点）
- 終点：愛知県豊川市久保町（国府駅西口）
- 全長：約7.3 km

## 沿革
- 1959年12月15日：認定
- 2018年：豊川市森地内の経路変更：旧道は豊川市道森五丁目森二丁目3号線に格下げ

## 通過する自治体
- 愛知県
  - 豊橋市
  - 豊川市

## 接続する道路
- 国道247号（前芝町交差点）
- 愛知県道384号小坂井御津線（平坂街道）（柳橋東交差点・小坂井御津インター交差点間で重複）
- 国道23号（豊橋バイパス：小坂井御津IC）（小坂井御津インター交差点）
- 愛知県道373号金野豊川線（豊川市御津町上佐脇中区・上佐脇屋敷間で重複）
- 愛知県道31号東三河環状線（森5丁目交差点 - 森5丁目東交差点間で重複）
- 豊川市道国府御津線（旧・愛知県道31号：豊川市森2丁目 - 森1丁目交差点間で重複）
- 愛知県道372号大塚国府線（豊川市国府町下河原地内）
- 愛知県道374号長沢国府線（豊川市国府町流霞・新栄町2丁目交差点間の国府商店街内で重複）
- 国道1号（国府駅前交差点）

## 沿線
- 豊橋市立前芝中学校
- 豊橋市立前芝小学校
- 佐奈川（柳橋）
- 白川（野川下橋）
- 酒のたけお 御津店
- ひまわり農協 西部営農センター
- ミニストップ 豊川森店
- 中部電力パワーグリッド 国府変電所
- 音羽川（森橋、豊成橋）
- 豊川市立国府小学校
- 国府商店街
- 豊川信用金庫 国府支店
- 名鉄名古屋本線・豊川線 国府駅